# Tonoshō
Tonoshō (土庄町?) è una cittadina giapponese della prefettura di Kagawa.
La città si trova sulla costa occidentale dell'isola di Shōdoshima, la seconda isola più grande del Mare Interno di Seto, ed è il principale punto di accesso per i passeggeri sull'isola. Insediata per la prima volta intorno all'VIII secolo, il centro della città si sviluppò in un intricato labirinto di strade durante il periodo tumultuoso di Muromachi (1336-1573) per ostacolare le forze nemiche. La città fu ufficialmente incorporata nel 1898, e oggi la produzione di olio di sesamo, olive, noodles sōmen, la pesca e il turismo sono industrie importanti.
La giurisdizione della città copre un totale di 74,38 km², comprendendo il storico Tonoshō e insediamenti minori sulla parte occidentale di Shōdoshima, nonché Teshima, Odeshima e altre isole vicine.